# Hatra
Hatra (arapski:الحضر‎, al-Ḥaḍr) je drevni grad u guvernatu Ninava, u iračkom dijelu pokrajine Al Džazira (drevna perzijska pokrajina Khvarvaran), 290 km sjeverozapadno od Bagdada i 110 km jugozapadno od Mosula. 
Grad je najpoznatiji po monumentalnim ruinama građevina prvog arapskog kraljevstva koje je nastalo pod partskim utjecajem u 2. stoljeću koje su upisane na UNESCO-ov popis mjesta svjetske baštine u Aziji i Oceaniji 1985. godine. One su poslužile kao scenografija na početku filma Egzorcist (1973).

## Povijest
Hatru su osnovala drevna arapska plemena otprilike u 3. stoljeću pr. Kr. Za Partskog carstva je postalo važno vjersko i trgovačko središte, a svoj vrhunac je imala u 2. i 1. stoljeću pr. Kr. Kasnije je postalo glavnim gradom jedne od prvih arapskih kraljevina u povijesti, tj. jedan u noizu arapskih gradova-država koji se prostirali od Hatre na sjeveroistoku preko Palmire i Baalbeka do Petre na jugozapadu. Oblast kojom se vladalo iz Hatre je bilo poznato kao Kraljevstvo Araba, te je predstavljalo poluautonomnu tamponsku državu na zapadnim rubovima Partskog Carstva kojom su vladali arapski prinčevi. 
Hatra je s vremenom postala utvrda koja je igrala značajnu ulogu u partskim ratovima protiv Rimskog Carstva. Opsjedao ju je rimski car Trajan od 116. do 117. godine. God. 156. Hatra je doživjela vrhunac za vladara Nasra, koji je bio i otac sljedeća dva arapska vladara Hatre, Lajaša i Sanatruka, koji su dovršili najznamenitije hramove u gradu. God. 192., vladar Hatre, Abdasamija, je podupirao rimskog cara-uzurpatora Pescenija Nigera protiv Septimija Severa, na što je ovaj uzvratio još jednom opsadom Hatre (198./199.).
230-ih Hatra je sklopila savez s Rimskim Carstvom, jer se na nekim natpisima navodi vladar, rimski car Gordijan III. Godine 238., Hatra se uspješno oduprla Ardaširovim snagama obnovljenog Perzijskog Carstva pod Sasanidima u bitci kod Šahrazura, ali ju je 241. godine konačno zauzeo sasanidski vladar Šapur I. koji ju je potpuno uništio. Prema predaji, Hatra je pala zbog Nadire, kćeri kralja Arabe, koja je grad izdala Šapuru. Po istoj priči je Šapur ubio kralja i oženio Nadiru, ali je na kraju ubio i nju.
Hotel Al Hadr, koji se nalazi samo kilometar od ruševina Hatre, je poslužio kao stožer za postrojbu 101. ABN američke vojske tijekom rata u Iraku. Danas je Hatra uglavnom neistražena i u lošem je stanju, te su neki dijelovi zapečačeni kako bi se spriječilo pljačkanje lokaliteta. Nedavno su talijanski arheolozi nastavili istraživanje koje provode od 1987. godine.
Dana 5. travnja 2015. god. vojne snage ISIL-a su objavile video snimak od 7 min. na kojemu se vidi sustavno i namjerno uništavanje spomenika Hatre. Svijet je zgroženo svjedočio uništavanju ovog velikog utvrđenog grada koji je rastao pod utjecajem Partskog Carstva i glavnog grada prvog arapskog kraljevstva i izdržao rimske invazije 116. i 198. god. Zbog brige o stanju iračke baštine nakon namjernog uništavanja, UNESCO je Hatru hitno upisao na popis ugroženih mjesta svjetske baštine.

## Odlike
Hatra je danas poznata kao najbolje sačuvani, odnosno najreprezentativniji, partski grad. Okružena je vanjskim i unutarnjim zidinama koje su dugi skoro 6,4 km, a na kojima je bilo 160 tornjeva. U središtu grada nalazi se kvadratični temenos (vjersko središte) promjera skoro 2 km (1,2 hektara), okruženo kamenim zidinom s tornjevima i kolonadom uz zidove gdje su se nalazile trgovine. Na njemu dominira Veliki hram koji ima brojne prostorije i stupove koji su nekada bili visoki 30 metara. 
Grad je bio poznat po spajanju starogrčkih, mezopotamskih, sirijskih i arapskih božanstava, pa je hram na aramejskom poznat kao Beiṯ Ĕlāhā ("Božja kuća"). U gradu su bili hramovi Nergala (babilonsko i akadsko božanstvo), Hermesa (grčko božanstvo), Atargatisa (Kanaanska mitologija), Allata i Šamijaha (arapsko božanstvo), te Šamaša (mezopotamski bog sunca).
Ostala božanstva na hatranskim aramejskim natpisima su aramejski Ba'al Shamayn, i boginja poznata kao Ašurbel, za koju se vjeruje da je spoj božanstava Ašura i Bela koji su izvorno bili muškarci.

## Vanjske poveznice
- Hatra  Arhivirana inačica izvorne stranice od 27. srpnja 2006. (Wayback Machine)
- Video na UNESCO-ovim stranicama (engl.) Preuzeto 4. travnja 2011.
- Video o Hatri  Arhivirana inačica izvorne stranice od 16. srpnja 2011. (Wayback Machine)